# آدنا (واشینگتن)
آدنا، واشینگتن (انگلیسی: Adna, Washington) شهری در شهرستان لوئیس، واشینگتن می‌باشد.